# Viva o Povo Brasileiro (livro)

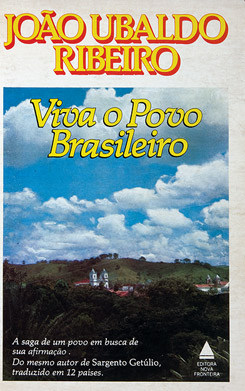

Viva o Povo Brasileiro é uma saga sobre a formação do Brasil de autoria do escritor brasileiro João Ubaldo Ribeiro, publicada em 1984. Trata-se de um romance histórico de grande envergadura, com uma profusão de personagens – heróis, anti-heróis e vilões, tanto das classes dominantes quanto do meio popular – abrangendo três séculos da história brasileira (XVII, XIX e XX) e acontecimentos como as Invasões holandesas, a Guerra da Independência na Bahia, Revolução Farroupilha no Rio Grande do Sul, Guerra do Paraguai, a Guerra de Canudos, a abolição da escravatura, a Proclamação da República, a ditadura militar. Divide-se em dez capítulos que, por sua vez, subdividem-se em seções introduzidas pelo local e data do episódio narrado, por exemplo, "Acampamento de Tuiuti, 24 de maio de 1866" ou "Vera Cruz de Itaparica, 20 de dezembro de 1647". “O alentado volume de Viva o povo brasileiro, constituído de 672 páginas, insere João Ubaldo Ribeiro na lista de autores que produziram livros de ficção com escritura extensa e fecunda imaginação. [...] Romance de autor erudito, consciência crítica apurada, sensibilidade de extensão vasta com fôlego surpreendente [...] O autor não economiza nas tintas que pintam os quadros dolorosos da escravatura [...]”
Para escrever o livro, o autor decidiu instalar-se com a família em Itaparica, na antiga casa do avô. [...] Durante os anos seguintes, a vida de João Ubaldo [...] giraria em torno do grande romance que se comprometera consigo mesmo a escrever, a pedra angular de seu futuro literário.
Quarto romance de João Ubaldo, que lhe valeu os prêmios Jabuti e Golfinho de Ouro em 1985, foi traduzido para diversos idiomas (alemão, dinamarquês, espanhol, finlandês, francês, hebraico, holandês, inglês, italiano, esloveno, sueco, norueguês, português de Portugal), sendo que a tradução para o inglês foi realizada pelo próprio autor. Elogiado pela crítica por ocasião do lançamento, enquadra-se, junto com O Tempo e o Vento de Érico Veríssimo e Grande Sertão: Veredas de Guimarães Rosa, entre as grandes sagas da literatura brasileira do século XX.
Segundo Rodrigo Lacerda, "é um ponto fora da curva no panorama brasileiro, por fazer uma espécie de súmula da aventura literária nacional até aquele momento, culminando o projeto modernista iniciado nos anos 1920. Internacionalmente é o legítimo representante do Brasil na grande onda latino-americana", à altura de romances como Cem Anos de Solidão de Gabriel Garcia Márquez e A Guerra do Fim do Mundo de Mario Vargas Llosa. "Suas frases transmitem com vivacidade a emoção dos personagens, porém são artesanalmente esculpidas; a sintaxe ora recria a fala oral, ora possui elegância clássica; o vocabulário é excepcionalmente rico, casando termos científicos e elementos do português arcaico a neologismos criados com base na fala popular." A capacidade do autor de recriar literariamente fenômenos do mundo real (neste caso, da natureza) fica evidente neste trecho onde contrasta o acasalamento das baleias com o dos demais peixes:
As baleias, das grandes e das pequenas, de qualquer das muitas famílias e raças que todo ano aqui passeiam e são caçadas, não casam como os outros peixes. Os outros peixes, pelo pouco que se vê de seu amor, numa boca de rio parada, numa loca, num viveiro, numa poça dos recifes, se espadanam pela água, muitos dançam, uns poucos arrastam as fêmeas para os cantos, mas não se tocam não se conhecem, têm filhos como grãos de areia, que às vezes comem com indiferença. Mas não o peixe baleia, que quando se enamora primeiro canta e assovia, subindo e descendo as ondas como se quisesse encapelar o mar sozinho. E também se lamenta no meio das canções, ouvindo-se cada hora seus gemidos de paixão, a música de toda noite nesta época do ano. Assim do alto e de longe vê-se chispando pela flor d'água uma baleia, mas depois vê-se que são duas. É que vão tão juntas e harmonizadas que parecem um só bicho [...]
Viva o Povo Brasileiro é uma celebração da língua e de seus inventores. Em suas grandes linhas, segue uma sequência cronológica, mas com alguns saltos temporais, por exemplo, logo no primeiro capítulo, avançando de 1822 para 1826 e, em seguida, retrocedendo à época da invasão holandesa no século XVII. O tema central, que dá título ao livro, é a luta do povo brasileiro contra seus opressores, que vão se sucedendoː invasores holandeses, colonizadores portugueses, oligarquias do Brasil independente, etc. 
Mas se trata de um livro complexo, que vai além de uma simples saga histórica, mesclando elementos diversosː reencarnação (a “alminha” do Poleiro das Almas que acabará reencarnando em Maria da Fé); misticismo (experiência mística de Patrício Macário na camarinha de Rita Popó); senso de humor normalmente inexistente numa saga histórica; uma genial intervenção dos “deuses” na Batalha do Tuiuti – não os deuses greco-romanos, como nas obras da Antiguidade Clássica, mas os orixás das religiões afro-brasileiras –; visão metafísica da humanidade (“O Espírito do Homem é universal e aspira à plenitude e à graça, tem como causa comum a todas as suas consciências essa aspiração, que se traduz na paz final de existir sem que se veja a existência, existir como essência, só existir, porque o Espírito do Homem anseia a perfeição, que é o Bem”), etc. 
Na epígrafe do livro ("O segredo da Verdade é o seguinteː não existem fatos, só existem histórias") o autor relativiza o conceito de verdade histórica. Como diz o cego Faustino no livro, "a maior parte da História se oculta na consciência dos homens e por isso a maior parte da História nunca ninguém vai saber".

## Recepção do livro
Lançado em 20 de dezembro de 1984, no dia 29 daquele mês já ocupava o quarto lugar da lista dos livros de ficção mais vendidos do Jornal do Brasil, saltando para o segundo lugar três semanas depois.
Em resenha no Suplemento Literário do jornal O Estado de São Paulo intitulada "Viva o Povo Brasileiro: A QUESTÃO DO NACIONAL E DO POPULAR" publicada em  de 17 de fevereiro de 1985, escreveu a professora de literatura Lúcia Helena: "Viva o Povo Brasileiro não é um 'retrato' ou uma radiografia do Brasil e de seu povo. É, antes de tudo, ficção e como tal se comporta, metamorfoseando nosso absurdo colossal sem dele extrair lições exemplares para transmiti-las, como receitas, ao leitor. [...] Outra característica importante de Viva o Povo Brasileiro é que, na construção de sua história, o narrador evita o tom de messias incumbido de salvar, numa espécie de 'má consciência' culpada, os oprimidos. O livro abre, para a safra literária de 1985, uma trilha instigante na qual se ergue uma coorte de personagens que se estruturam para além do bem x mal e que – como o negro Leléu – são portadores de uma sabedoria macunaímica toda sua: a de serem capazes de ver que os dois lados da medalha são vários e que, na matemática mágica da ficção, dois e dois podem ser cinco."
Em resenha intitulada “Viva o povo brasileiro” na página 4 do Jornal do Comércio de 14-15 de julho de 1985, escreve Afrânio Coutinho: “Sobretudo romance moderno, utilizando todos os artifícios da narrativa atual, que é a grande conquista da literatura brasileira contemporânea. Desde o tratamento do tempo, usando o recurso das idas e vindas, das marchas para a frente e dos recuos na sequência narrativa; desde o uso da ironia e da língua brasileira; desde o emprego do realismo mágico, e, mais que isso, da vida mágica em que mergulha a população baiana de ontem e de hoje; tudo nos coloca dentro de uma atmosfera de mistério, o mistério da vida humana, mas o mistério da vida dessa gente [...] Isso é o Brasil, que nós conhecemos e amamos [...]."

## Resumo da trama central
O enredo se Viva o Povo Brasileiro estende-se de 1647, época de incursões holandeses na Bahia, até 1977, quando vigorava o regime militar, de forma mais ou menos cronológica, mas com saltos temporais. O holandês Heike Zernike (que os brasileiros chamam de Sinique), ao seduzir a filha mais velha do Caboco Capiroba, chamada Vu, inicia a linhagem mestiça dos personagens do romance, que vai levar a Daê, também conhecida como negrinha Vevé ou escrava Venância. 
Já o núcleo "branco" tem como primeiro grande personagem Perilo Ambrósio Góes Farinha, protótipo do mau caráter, que se apropria do patrimônio da família e simula um ferimento na Guerra da Independência para ser aclamado como herói, o que lhe vale o título de Barão de Pirapuama. Um grupo de escravos conspira para envenená-lo. Seu guarda-livros (contador), o "pardo" Amleto Ferreira (que muda o nome para Amleto Henrique Ferreira-Dutton), filho de um inglês com uma negra, aproveita-se da saúde precária do barão (resultante da tentativa de envenenamento) para desviar parte de sua fortuna e enriquecer. Amleto tem quatro filhos: Carlota Borromeia, que se casa mas morre cedo; Bonifácio Odulfo, poeta na juventude que, com a morte do pai, assume seus negócios; Clemente André, que se torna padre; e Patrício Macário, que segue a carreira militar, torna-se herói na Guerra do Paraguai e chega aos cem anos.
Perilo Ambrósio violenta Daê e a entrega aos cuidados do Nego Leléu, pedindo que a leve embora. Quando ela dá à luz a filha Maria da Fé ou Dafé, Leléu se afeiçoa à menina e a adota como avô. Daê passa a comandar um barco de pesca e acaba assassinada por um grupo de rapazes que queriam abusar de Dafé. Esta, revoltada, após superar um período de apatia, torna-se defensora da população oprimida, guerrilheira líder da Milícia do Povo. Seu destino se entrecruza com o de Patrício Macário, numa convergência do núcleo mestiço com o branco.
O romance estende-se, no final, até o século XX, contrapondo dois personagens caricaturais antagônicos: o "comunista" Stalin José e o partidário do regime militar Ioiô Lavínio.

## Personagens principais
Amleto Ferreira – “pardo” filho do inglês John Malcolm Dutton com a professora negra Jesuína (embora se declare filho de uma integrante da família portuguesa dos Ferreiras de Viana do Castelo), “guarda-livros” (contador) da empresa do barão, de cuja doença se aproveita para desviar parte de sua fortuna e assim enriquecer. Com a morte do barão, torna-se um empresário riquíssimo, dono de uma casa bancária. Muda seu nome para Amleto Henrique Ferreira-Dutton. Seus quatro filhos – Carlota Borromeia, Bonifácio Odulfo, Clemente André e Patrício Macário – seguem diferentes rumos na vida. Seu nome deriva de uma “lenda inglesa”, a saber, de Hamlet. 

Antônia Vitória – esposa do barão Perilo Ambrósio. 

Bonifácio Odulfo – poeta romântico na juventude, com a morte do pai Amleto assume seus negócios e torna-se banqueiro. Nome completo: Bonifácio Odulfo Nobre dos Reis Ferreira-Dutton. 

Caboco Capiroba – praticante do canibalismo, tem predileção pela carne dos invasores holandeses. Sua alma reencarnará no alferes José Francisco Brandão Galvão e na heroína idealista Maria da Fé. Iniciador da linhagem mestiça dos personagens do romance (pai de Vu, bisavô de Dadinha, trisavô de Turíbio Cafubá, tetravô de Daê). 

Carlota Borromeia – filha mais velha de Amleto Ferreira “tão branquinha, tão alemoada, com sua tez diáfana, seus cabelos claros e finos, seu porte esbelto e frágil”. Casa-se com Vasco Miguel. Nome completo: Carlota Borromeia Martinha Nobre dos Reis Ferreira-Dutton. 

Clemente André – filho de Amleto Ferreira, segue a carreira eclesiástica. 

Dadinha – neta de Vu e do holandês Sinique (Zernike), bisneta do Caboco Capiroba. Alforriada na velhice, “grande gangana [mulher idosa] do mundo”, “testemunha de tudo o que jamais aconteceu na Terra”. Morre aos cem anos, após anunciar que morrerá (“quem vai morrer é eu”). 

Daê, negrinha Vevé ou escrava Venância – escrava violentada por Perilo Ambrósio, ao engravidar este a entrega aos cuidados do Nego Leléu, “negro liberto da confiança dele” com ordens de levá-la para longe como sua cativa. Comanda um barco de pesca. Assassinada ao proteger a filha Maria da Fé (Dafé) de um grupo de rapazes que queria abusar da menina. Dafé, revoltada, torna-se guerrilheira, líder da Milícia do Povo.

Faustino da Costa – apelidado de “negro Budião” por causa da “bocona espichada [...] que nem um budião [tipo de peixe]”. Participa da conspiração da Casa da Farinha. Quando velho torna-se o “cego Faustino”, que a caminho de Canudos resolve narrar a história da humanidade. 

Feliciano – cativo “da língua cotó” que presenciou o crime de Perilo Ambrósio, que corta sua língua para não ser denunciado. 

Francisco Manoel de Araújo Marques – cônego que no início da história visita a propriedade do barão. 

Inácia – negra adivinha que, após beber aguardente e mascando um charuto, incorpora os espíritos dos ancestrais na encruzilhada. O autor reconstitui sua fala singular: “Vi mecê saindo, eu le vi foi saindo! Mas está muito jurgado, muitíssimo jurgado, ora se não le vi saindo, não le vi chegando, não le vi armando treita, não le conheço né de hoje nem deonte, ora me deixes, hué-hué-hué!” 

Inocêncio – escravo, filho de Júlio Dandão. É morto por Perilo Ambrósio, que se lambuza com seu sangue para fingir ter sido ferido em batalha. 

Ioiô Lavínio – personagem que aparece ao final do romance no contexto da ditadura militar. Tipo caricatural do patriota anticomunista, contrapõe-se ao Stalin José. 

Jesuína – negra mãe de Amleto, que a esconde da sociedade, e preceptora de Maria da Fé. 

João Popó – Homem de negócios de grande prestígio em Itaparica, com muitos filhos de várias mulheres, exorta os itaparicanos a se alistarem para lutar na Guerra do Paraguai, mas se desgosta quando os próprios filhos se recusam a tal, com exceção do Zé Popó. 

José Francisco Brandão Galvão – alferes “herói” da Guerra da Independência, reencarnação do Caboco Capiroba (“depois de ter vivido como caboclo no tempo dos holandeses”), sua alma voltará a reencarnar na heroína Maria da Fé (a almazinha “entrou num torvelinho e se viu [...] dentro do ovinho que nem ainda começara a rolar pelas entranhas de Naê [...]”).

José Hipólito, o Zé Popó – filho de João Popó com a “feiticeira” Rufina do Alto, irmão de Rita Popó, alista-se para lutar no Paraguai, satisfazendo seu pai, mas volta desiludido e adere à Milícia do Povo, movimento guerrilheiro de Maria da Fé. 

Júlio Dandão – negro mestre do saveiro Lidador, pai do escravo Inocêncio, participa da conspiração da “casa da farinha”, com Budião, Feliciano, Zé Pinto e outros, para matar o barão. Lutará na Guerra Farroupilha, como integrante da Irmandade do Povo Brasileiro, onde acabará morrendo. Mas pressentindo seu fim, confiará a “canastra dos segredos” ao colega Budião. 

Lourenço – filho de Patrício Macário com Maria da Fé. 

Maria da Fé ou Dafé – A heroína bela e lendária, descendente do Caboco Capiroba, além de ser sua segunda reencarnação. Filha da escrava violentada pelo barão, adotada como neta pelo Nego Leléu. Vê sua mãe sendo assassinada por um grupo de rapazes que tentava abusar da filha. Revoltada com as injustiças, acaba se tornando a paladina da população oprimida, guerrilheira líder da Milícia do Povo. 

Merinha (mucama Emerenciana) – escrava que ministra ao barão o veneno preparado pelo grupo da conspiração da “casa de farinha”. 

Nego Leléu – negro alforriado a cujos cuidados Perilo Ambrósio entrega a negrinha Vevé, depois que a violentou. Quando esta dá à luz, apega-se à filha Dafé ou Maria da Fé, “adotando-a” como sua “neta”, cercando-a de todos os cuidados. 

Patrício Macário (Tico) – filho rebelde de Amleto, que o obriga a seguir a carreira militar. Herói da Guerra do Paraguai, seu destino se entrelaçará com o de Maria da Fé. Na camarinha de Rita Popó, terá uma experiência mística: "Alçou-se no ar em direção ao infinito, onde se achou num lugar escuro em que todas as coisas tinham cores, não havia calor mas não fazia frio e todas as distâncias podiam ser cobertas pelo pensamento". Chega aos cem anos. Seu nome completo era Patrício Macário Nobre dos Reis Ferreira-Dutton. 

Perilo Ambrósio Góes Farinha (Barão de Pirapuama) – tido como herói da Independência, na verdade “matou um cativo por nome Inocêncio e com o sangue desse cativo se lambuzou e fez muitos curativos para dizer que tinha sido ferido na batalha”. Protótipo do “mau caráter”, que se apropria do patrimônio de sua família portuguesa, enriquece com a pesca da baleia e engenho de açúcar. 

Rita Popó – irmã de Zé Popó, mãe de santo que proporciona a experiência mística de Patrício Macário, em que este tomará conhecimento do filho que teve com Maria da Fé. 

Sinique (Heike Zernike) – holandês prisioneiro do Caboco Capiroba, cuja filha, a índia Vu, seduz. 

Stalin José – personagem que aparece ao final do romance no contexto da ditadura militar. Tipo caricatural do militante comunista, contrapõe-se a Ioiô Lavínio. 

Teolina – mulher de Amleto. 

Turíbio Cafubá – pai de Daê, o livro descreve nestes termos sua dança celebrando sua filha: “Mas ele de novo não ligou e, como se houvesse muito mais música ali do que o som de seus calcanhares batendo no chão, das palmas que repenicavam em mil compassos e do que lhe saía da boca em estalidos de língua e beiços e melodias de garganta assemelhadas a solos graves de flauta, esticou os músculos, agora retinindo de tensão e suor, e dançou.” .